# Nyéki János
Nyéki János, Beinrohr, Beinroth (Ipolynyék, 1841. február 20. – Budapest, 1924. április 16.) színész, igazgató. 

## Élete
Nyéki János és Gyurkovics Katalin fiaként született. Kétszery József társulatában debütált 1859-ben, majd 1860-tól Aradi Gerőnél szerepelt. 1874. október 1-jétől első ízben megkapta az igazgatói engedélyt, amellyel kistársulatot vezethetett. 1884. április 25-én ünnepelte 25 éves jubileumát, Óbecsén lépett fel, ahol a Nagyapóban Nagy Jancsit alakította. 1880-ban és 1887-ben azonban csupán daltársulat működtetését engedélyezték számára, majd 1888-ban felhagyott igazgatói tevékenységével és Kárpáthy Györgyhöz került. 1892-ben Völgyi György társulatában lépett fel utoljára és nyugdíjba vonult. Halálát szívizomelfajulás okozta.

## Családja
Első felesége Pollák Berta (1855–1925) színésznő, második felesége Bakó Mari színésznő, harmadik felesége pedig Szalai S. Teréz (Simon Terézia) színésznő volt, akivel 1905. április 25-én kötött házasságot.

## Fontosabb szerepei
- Csóri Gyurka (Szigligeti Ede: A nagyidai cigányok)
- Sobbrinus (Dóczi L.: Csók)

## Működési adatai
- 1859?: Pázmán Mihály?;
- 1860: Aradi Gerő;
- 1866: Nyiri György;
- 1870: Barna Bálint;
- 1871: Homokay László;
- 1872–74: Csóky Sándor;
- 1885: Hegyi Gyula;
- 1886: Bokor;
- 1888–89: Kárpáthy György;
- 1890–92: Völgyi György.

### Igazgatóként
- 1874: Dés, Marosvásárhely;
- 1875: Nagyenyed, Torda, Marosvásárhely, Dés;
- 1876: Torda, Nagyenyed, Dés, Abrudbánya;
- 1877: Torda, Dicsőszentmárton (Homokayval);
- 1878: Székelyudvarhely, Gyergyószentmiklós, Torda, Dés;
- 1879: Székelyújvár, Sepsi, Csíkszereda;
- 1881: Fehértemplom, Szászváros, Brassó;
- 1882: Szászrégen, Marosvásárhely, Nagyszeben;
- 1883: Szászrégen, Gyulafehérvár, Abrudbánya, Veszprém;
- 1884: Lugos, Óbecse, Topolya;
- 1885: Bácsalmás, Zilah.